# Florida’s Turnpike

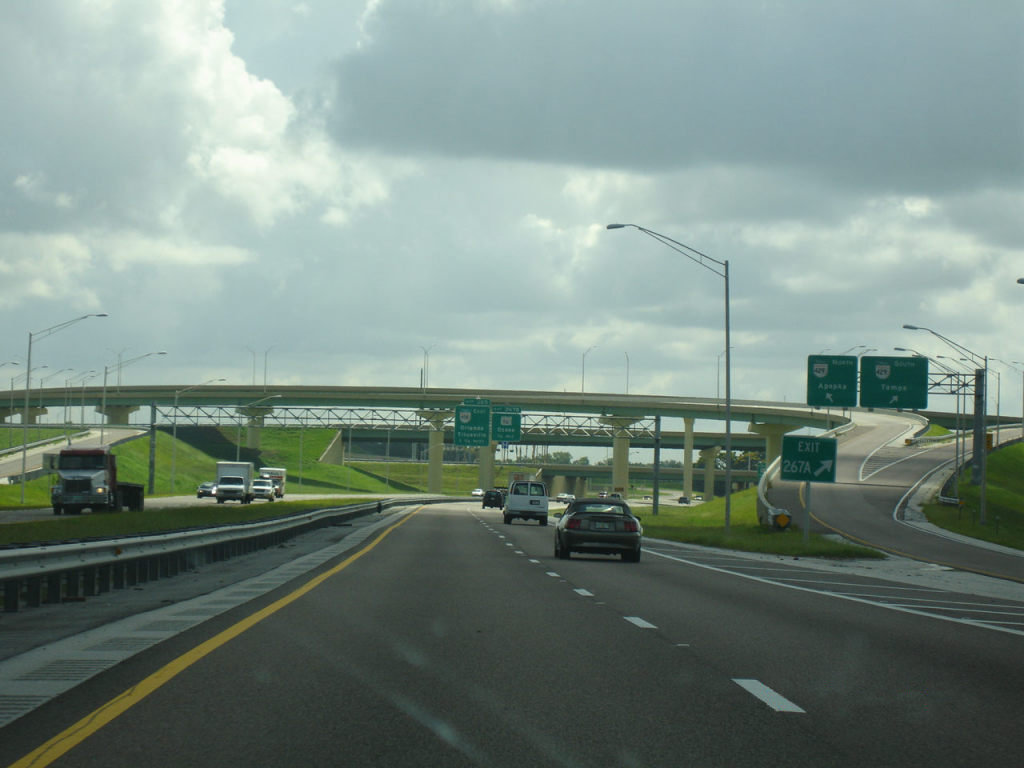
Florida’s Turnpike in der Nähe von Orlando

Der Florida’s Turnpike (auch Ronald Reagan Turnpike; ursprünglich  Sunshine State Parkway) ist eine etwa 430 km (Turnpike Mainline ohne Homestead Extension) lange mautpflichtige Autobahn im US-Bundesstaat Florida. Sie verläuft in Nord-Süd-Richtung durch elf Countys im Wesentlichen parallel zur Interstate 95, wobei sich beide Autobahnen auf ca. 30 km eine gemeinsame Trasse teilen. Die Mainline verbindet mit den Metropolregionen Miami und Orlando, zwei der drei größten Bevölkerungszentren Floridas.
Der Turnpike beginnt am Golden Glades Interchange () im Miami-Dade County an der Interstate 95, am U.S. Highway 441 sowie der Florida State Road 9. Er führt über Kissimmee und Orlando und endet an der Interstate 75 nahe Wildwood im Sumter County (). Der Highway trägt die nationale Nummer Florida State Road 91. Der erste Abschnitt wurde 1957 eröffnet; weitere Abschnitte folgten 1960–1964.
Betreiber ist Florida’s Turnpike Enterprise (FTE), die auch andere private Autobahnen in Florida betreiben. Die meisten davon fungieren (wie die Extension) als Zubringer zur Turnpike Mainline.

## Homestead Extension
1971–1974 wurde eine 77 km lange Ergänzung, die Homestead Extension, gebaut, die den Turnpike nach Süden bis Florida City (Anschluss zum U.S. Highway 1; ) verlängert. Die Mainline nimmt an der Anschlussstelle die Kilometrierung der Extension auf, so dass dort Meile 47 auf Meile 4 folgt. Die Homestead Extension ist jedoch im Gegensatz zur Mainline als Florida State Road 821 gewidmet und die Maut wird hier ausschließlich elektronisch entrichtet.